# Зоопарк Фучжоу
Зоопарк Фу-джоу (福州 动物园 Fú-zhōu dòng-wù-yuán) — зоопарк в місті Фучжоу адміністративному центрі провінції Фуцзянь, розташований поруч із Західним озером /西湖/.
Зоопарк був заснований у 1956 році, а у травні 2008 перенесений на нове місце. Займає територію 815 му. У зоопарку є 16 спеціалізованих відділів, у яких розміщено понад 150 видів тварин загальною кількістю більше тисячі особин.

## Події
- 10 березня 2006 року новонароджене дитинча леопарда, мати якого відмовилася від нього, було віддане на всиновленя місцевій собаці Хуню. Така ситуація стала причиною дивного імені леопарденяти — його назвали «Гоува» (狗娃 Gǒu-wá у перекладі «собачий малюк»). Наразі він є одним з найвідоміших та найулюбленіших мешканців зоопарку[1][2].
- 21 вересня 2007 макаки здійснили напад на одного з відвідувачів зоопарку, подряпавши його руку та викравши його мобільний телефон. Оскільки постраждалий намагався перелізти загорожу та відібрати свою власність, це тільки розлютувало тварин, що призвело до необхідності втручання працівників зоопарку[3][4].